# Курт Крампголз
Курт Крампголз (англ. Kurt Krumpholz, 0 грудня 1950) — американський плавець. Чемпіон світу з водних видів спорту 1973 року в естафеті 4×200 м вільним стилем, бронзовий медаліст на дистанції 200 м вільним стилем.